# Sky Deutschland
Sky Deutschland AG, marca Sky, es una empresa de medios alemana que opera una plataforma de televisión por suscripción por satélite de transmisión directa en Alemania, Austria, Liechtenstein, Luxemburgo y Suiza (a través de Teleclub) que ofrece una colección de canales de suscripción digital básicos y premium de diferentes categorías vía satélite y televisión por cable.

## Historia
Fue lanzado en 1991 como Premiere. Originalmente, el canal comenzó como un único canal analógico en el satélite Astra 1A, mostrando películas dobladas al alemán, así como en audio original, partidos de fútbol en vivo de la Bundesliga alemana y la Bundesliga austríaca (y en algún momento la Copa de la UEFA) y documentales y series de TV. Después de la llegada de la era digital, el servicio ha consistido desde entonces en muchos canales con muchos nuevos añadidos a lo largo de los años. El 4 de julio de 2009, el servicio y sus canales fueron renombrados como "Sky".
Sky Deutschland es una subsidiaria de Sky. El servicio de programación en sí es proporcionado por su filial Sky Deutschland Fernsehen GmbH & Co. KG (anteriormente Premiere Fernsehen GmbH & Co. KG). Al final del año 2011, superaba los 3.000.000 de suscriptores. A partir del segundo trimestre de 2014, Sky Deutschland cuenta con más de 4 millones de suscriptores.

## Paquetes y canales
La empresa ofrece el paquete básico "Sky Welt" al que se pueden añadir más paquetes de canales, y el paquete "HD", que ofrece alta definición. La oferta de canales, así como la opción HD, depende del país (Alemania o Austria) y del medio y operador a través del cual se reciba Sky (satélite, cable o IPTV). La recepción y decodificación de los canales se realizan mediante un receptor digital y una tarjeta de abonado. Con el receptor propio de Sky (con disco duro), se pueden utilizar también funciones adicionales como Sky Anytime (videoteca) y grabación de programas de TV.

### Sky Welt
- Discovery (HD)
- National Geographic (HD)
- Nat Geo Wild (HD)
- Spiegel Geschichte (HD)
- Motorvision TV (HD)
- Sky Krimi
- RTL Crime
- 13th Street (HD)
- SyFy (HD)
- TNT Serie (HD)
- Passion
- Heimatkanal
- Disney Junior (HD)
- Junior
- GoldStar TV
- Unitel Classica
- Beate-Uhse.TV
- Sky Sport News (HD)
- Eurosport HD
- MTV HD
- MTV Live HD
- AXN HD
- E! Entertainment Television HD
- Universal Channel HD
- ProSieben Fun HD
- TNT Glitz HD
- Emotions (sat)
- AXN (sat)
- TNT Film (sat)
- Kabel Eins Classics (sat)
- Kinowelt TV (sat)
- Romance TV (sat)
- Boomerang (sat)
- Cartoon Network (sat)
- The Biography Channel (sat)
- RTL Living (sat)
- Animax (sat)

### Sky Film
- Sky Cinema (HD)
- Sky Cinema+1
- Sky Cinema+24
- Sky Atlantic (HD)
- Sky Action (HD)
- Sky Comedy
- Sky Emotion
- Sky Nostalgie
- Sky Hits (HD)
- Disney Channel (HD)
- MGM Channel (HD)

### Sky Sport
- Sky Sport 1 (HD)
- Sky Sport 2 (HD)
- Sky Sport 3 (HD)...
- Sky Sport Austria
- Sport1+ (HD)
- Sport1+ US (HD)
- Eurosport (HD)
- Eurosport 2 (HD)
- SportDigital (con cuota adicional)

### Sky Bundesliga
- Sky Bundesliga 1 (HD)
- Sky Bundesliga 2 (HD)
- Sky Bundesliga 3 (HD)

### Sky 3D
- Sky 3D (HD) (3D)